# La Lande-Saint-Siméon
La Lande-Saint-Siméon ist eine französische Gemeinde mit 163 Einwohnern (Stand 1. Januar 2022) im Département Orne in der Region Normandie.

## Geografie
Der Ort La Lande-Saint-Siméon liegt im Norden des Départements Orne nahe der Grenze zum Département Calvados und fünf Kilometer nordöstlich von Athis-de-l’Orne. Nordöstlich des Dorfes verläuft die D25, die die Anbindung an Flers in Richtung Süden und an Pont-d’Ouilly Richtung Norden darstellt. Wie weite Teile der Region wird das Gebiet durch die Landschaftsform Bocage geprägt. Dazu wird ein bedeutender Teil landwirtschaftlich genutzt, wobei die Viehzucht eine hervorgehobene Rolle spielt. Am südlichen Gemeinderand verläuft der Fluss Lembron.
Die Nachbargemeinden von La Lande-Saint-Siméon sind Cahan und Ménil-Hubert-sur-Orne im Norden, Ségrie-Fontaine im Osten, Taillebois im Süden und Sainte-Honorine-la-Chardonne im Westen.

## Geschichte
Aus der Zeit der römischen Besatzung existiert im vom Wald umgebenen Weiler Ronfil ein Menhir. Dieser ist unter den Namen La Demoiselle de Ronfil, La Pierre Dinde und La Pierre du Petit Trou bekannt. Vom 15. Jahrhundert an gehörte das Gebiet den Herren des Nachbarortes Ségrie-Fontaine und war dabei zunächst in zwei verschiedene Pfarrgemeinden aufgeteilt. Deren Vereinigung erfolgte durch eine Heirat in der Herrscherfamilie. Mit der Französischen Revolution von 1789 verlor diese Familie ihre Macht und die Gemeinde entstand in ihrer heutigen selbstständigen Form. Zur damaligen Zeit wurden in großem Umfang Heidepflanzen kultiviert und verkauft. Durch das eingenommene Geld wurde der Bau der aktuell noch bestehenden Dorfkirche sowie dem Pfarrhaus, dessen Grundsteinlegung 1836 erfolgte, finanziert. 
In wirtschaftlicher Hinsicht gab es im Mittelalter mehrere Getreidemühlen am Ufer des Lembron; diese wurden im Verlauf des Hundertjährigen Krieges zerstört. Dazu bestand eine traditionell stark landwirtschaftliche Ausrichtung, die bis heute aber weitgehend auf die Viehzucht reduziert hat. Um das Jahr 1900 stellte die Spinnerei eine wichtige Branche dar. Überdies wurden die lokal vorhandenen Vorkommen an Granitstein verarbeitet und in bedeutendem Umfang beim Häuserbau verwendet.

## Bevölkerungsentwicklung
| Jahr      | 1962 | 1968 | 1975 | 1982 | 1990 | 1999 | 2011 |
| Einwohner | 193  | 160  | 133  | 133  | 126  | 122  | 146  |

Während der Französischen Revolution lag die Bevölkerungszahl 1793 bei 427 und wuchs anschließend bis auf 563 Menschen im Jahr 1861. In der nachfolgenden Zeit und besonders im frühen 20. Jahrhundert sank sie stark bis auf 180 Bewohner 1926. Danach konnte sie sich leicht erholen, bevor sie gegen Ende des Jahrhunderts erneut fiel und 1999 mit 122 Einwohnern einen historischen Tiefstand erreichte. Im Anschluss war wieder ein leichtes Anwachsen zu verzeichnen.